# Dasychira pelodes
Dasychira pelodes är en fjärilsart som beskrevs av Collenette 1939. Dasychira pelodes ingår i släktet Dasychira och familjen tofsspinnare. Inga underarter finns listade i Catalogue of Life.